# ファイヤープロレスリングS シックスメン・スクランブル
ファイヤープロレスリングS シックスメン・スクランブルはヒューマン株式会社より発売されたセガサターン用ソフト。

## 概要
最大6人まで試合に参加可能になった。
スーパーファミコン版スーパーファイヤープロレスリングXから追加されたファイトスタイルが更に細分化。投げられづらいファイトスタイル（返し技スタイル）「ジャイアント」が本作より追加された。
返し技システムを改良。一部の小技を除きほとんどの技に一定確率で返し技が発動するようになった。
必殺技の他に最大4種類の得意技が設定出来るようになった。
気力の名称を精神力に変更しシステムも改良。3段階評価で精神的打たれ強さが設定され、流血時に精神力が上がる選手も存在するようになった。
首、腕、脚の部分別耐久度パラメータに腰を加え耐久度評価も3段階に変更された。
呼吸の概念を導入。要所で深呼吸を行い呼吸を整えないと息切れを起こし一定時間行動不能に陥るようになった。呼吸が乱れると全体的に動きが鈍くなりフォールも奪われやすくなる。この呼吸システムに合わせてファイトスタイルと技の属性に相性が設定されるようになり、相性の良い組み合わせだと呼吸の消費量が少なく、相性の悪い組み合わせだと呼吸の消費量が多くなる。
クリティカルシステムに、丸め込み等でピンフォールを奪う「テクニカル」が追加された。
Zトリガー+十字キーの組み合わせで一定の間合いを保っての移動が可能になった。
正面からの組み付きからの派生技のフロントヘッドロックやダウン中の引きずり動作が追加され、リングの意中の場所に相手を移動させやすくなった。
リンクのエプロンに立ちある程度行動出来るようになった。エプロンからリング中の立っている選手への飛び技が使えるようになった。
所属団体による団体プレッシャー度の概念があり、所属団体の以外の他団体に乗り込んでの試合時、一定の範囲で体力・精神力を消耗した状態で試合スタートとなる 。
デフォルトレスラーのリネームが本作から行えるようになった。

## モード
- ビクトリーロード
- ワンナイトマッチ
- ワンナイトトーナメント
- オープンリーグ
- イリミネーションマッチ
- バトルロイヤル

負けた選手が最後まで試合に介入可能な「エンドレスモード」と、体力・精神力を削った上で相手を場外に送り出す「オーバーザトップロープルール」が設定可能
- デスマッチ

特設のリングで行う「有針鉄線電流爆発マッチ」ロープワークの概念がない。体力・精神力を削ってからハンマースルーを行うと有針鉄線にぶつけられるようになる。時限爆破の有無を設定可能
- グルーサムファイティング

金網に囲われた6角形のリングで行うロープワークの概念のない格闘技ルール戦
- エディットモード

## 補足
発売当時の公式ガイドブック（以下「S攻略本」）にも「ゲームモードの紹介」に試合形式一覧と基本操作紹介、エディットモード用の簡略データが掲載された程度で、技の威力、ダメージ計算式が公開されず、新システムの多くも最低限のシステム解説しか紹介されなかった。
これは事実上の前作にあたるスーパーファミコン版「X」の攻略本の開発者インタビューにて、「X」の総合ディレクターを担当した人物が、
「ファイプロで格闘ゲームのようなプレイをしてほしくない。格闘ゲームとなるとどうしても技1発あたりの威力を意識したりコンボ技の模索に集中してしまう傾向があります」
「ファイプロはあくまでもプロレスを題材にした作品なのでプロレス特有のイマジネーションを優先したプレイスタイルを重視してほしい」
「プログラム的な面からもダメージの計算式が複雑化しているので、紹介に適さない」
などと答えていて、本作においてもこのコンセプトを踏襲し多くの部分を意図的にブラックボックス化したと思われる。
なお、システム等のブラックボックス化は「X」と本作くらいで、後年プレイステーションでリリースされた「ファイヤープロレスリングG」の詳細攻略本「ディープファイル」（以下「Dファイル」）においてはダメージ計算式や技データ表等が公開されている。

## 関連書籍
セガサターン必勝法スペシャル『ファイヤープロレスリングS 6MEN SCRAMBLE』1996年、ケイブンシャ ISBN 4-7669-2671-4